# A Matter of Time (nummer)
A Matter of Time is een single van de Belgische zangeres Sennek. Het nummer is geschreven door de zangeres zelf, Alex Callier en Maxime Tribeche. Het was de Belgische inzending voor het Eurovisiesongfestival 2018 in het Portugese Lissabon, waar het niet kon doorstoten tot de finale.

## Hitlijsten

### Ultratop 50 Vlaanderen
| Positie: | 33 | 26 | 19 | 23 | 24 | 24 | 27 | 23 | 11 | 13 | 9 | 46 | uit |